# 保倉村 (新潟県東頸城郡)
保倉村（ほくらむら）は、かつて新潟県東頸城郡にあった村。

## 沿革
- 1889年（明治22年）4月1日 - 町村制施行に伴い東頸城郡大平村、上達村、下達村、岡村が合併し、保倉村が発足。
- 1955年（昭和30年）3月31日 - 東頸城郡大島村、旭村と合併し、大島村を新設して消滅。